# Ехегнадзорский район
Ехегнадзорский район — административно-территориальная единица в составе Армянской ССР и Армении, существовавшая в 1930—1995 годах. Центр — Ехегнадзор.

## История
Район был образован в 1930 году под именем Даралагезский район, с 1931 года по 1935 год — Кешишкендский район, с 1935 по 1957 год — Микояновский район. В начале 1950-х годов район был упразднён, но в 1956 году восстановлен. В 1957 году район получил название Ехегнадзорский. Упразднён в 1995 году при переходе Армении на новое административно-территориальное деление.